# Diospyros oppositifolia
Diospyros oppositifolia är en tvåhjärtbladig växtart som beskrevs av George Henry Kendrick Thwaites. Diospyros oppositifolia ingår i släktet Diospyros och familjen Ebenaceae. Inga underarter finns listade i Catalogue of Life.